# Ли, Кристофер Кейман
Кристофер Кейман Ли (англ. Christopher Khayman Lee, род. 11 марта 1978) — американский актёр и продюсер.

## Биография
Кристофер Кейман Ли родился в Майами, Флорида, а вырос в Верджиния-Бич, Виргиния. Его младшая сестра, актриса Кайлер Ли, играла вместе с ним в фильме «Академия кикбоксинга» (1997) и телесериале Safe Harbor (1999).
В 17 лет он начал заниматься в актёрском классе и вскоре переехал в Лос-Анджелес. В 1997 году Крис сыграл главную роль в детском фильме «Академия Кикбоксинга», а в 1998 году получил одну из главных ролей в сериале «Могучие рейнджеры: В космосе», сыграв Красного Рейнджера Андроса.